# Jana Schneider

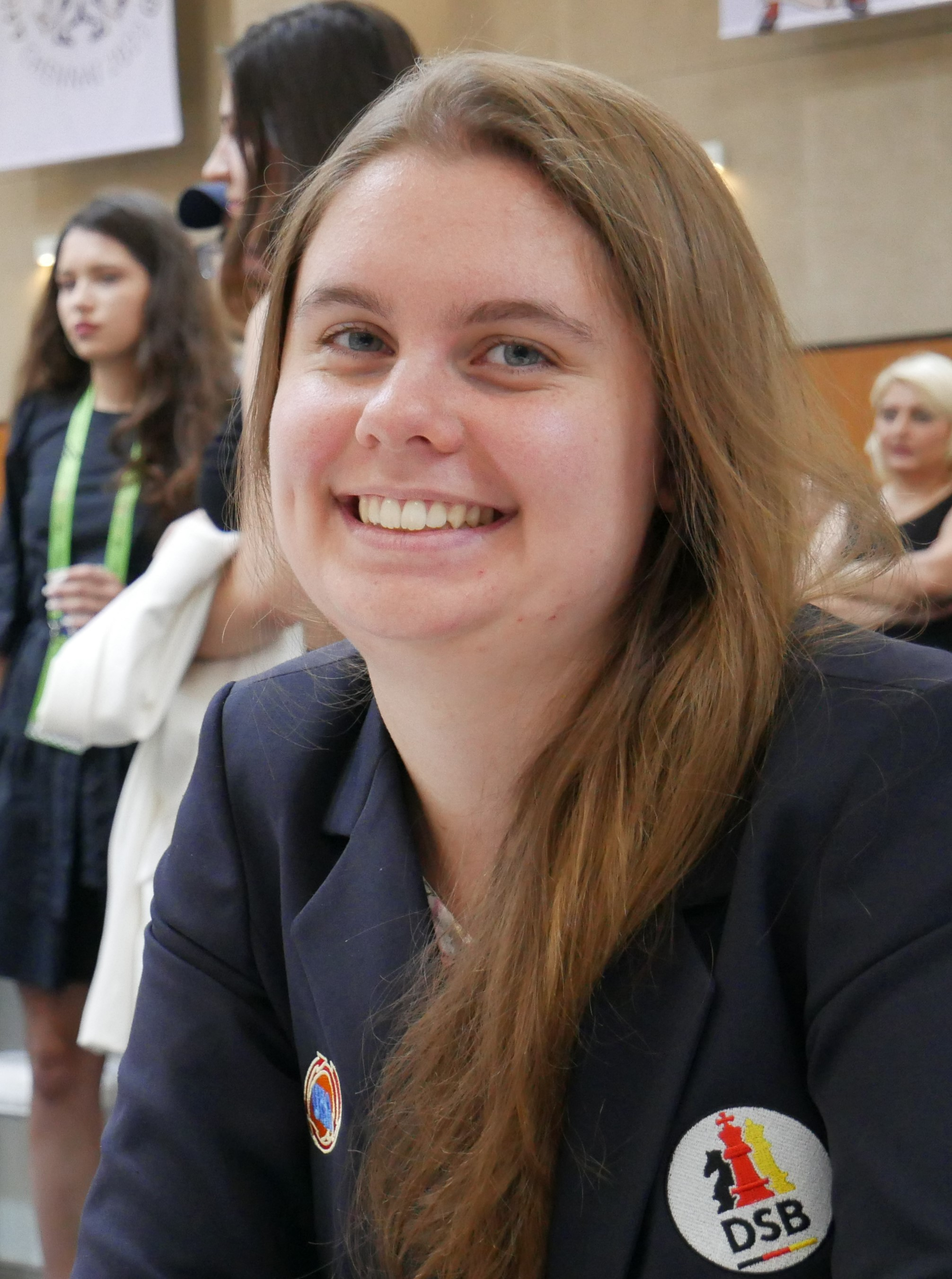
Jana Schneider, 2022 in Chennai

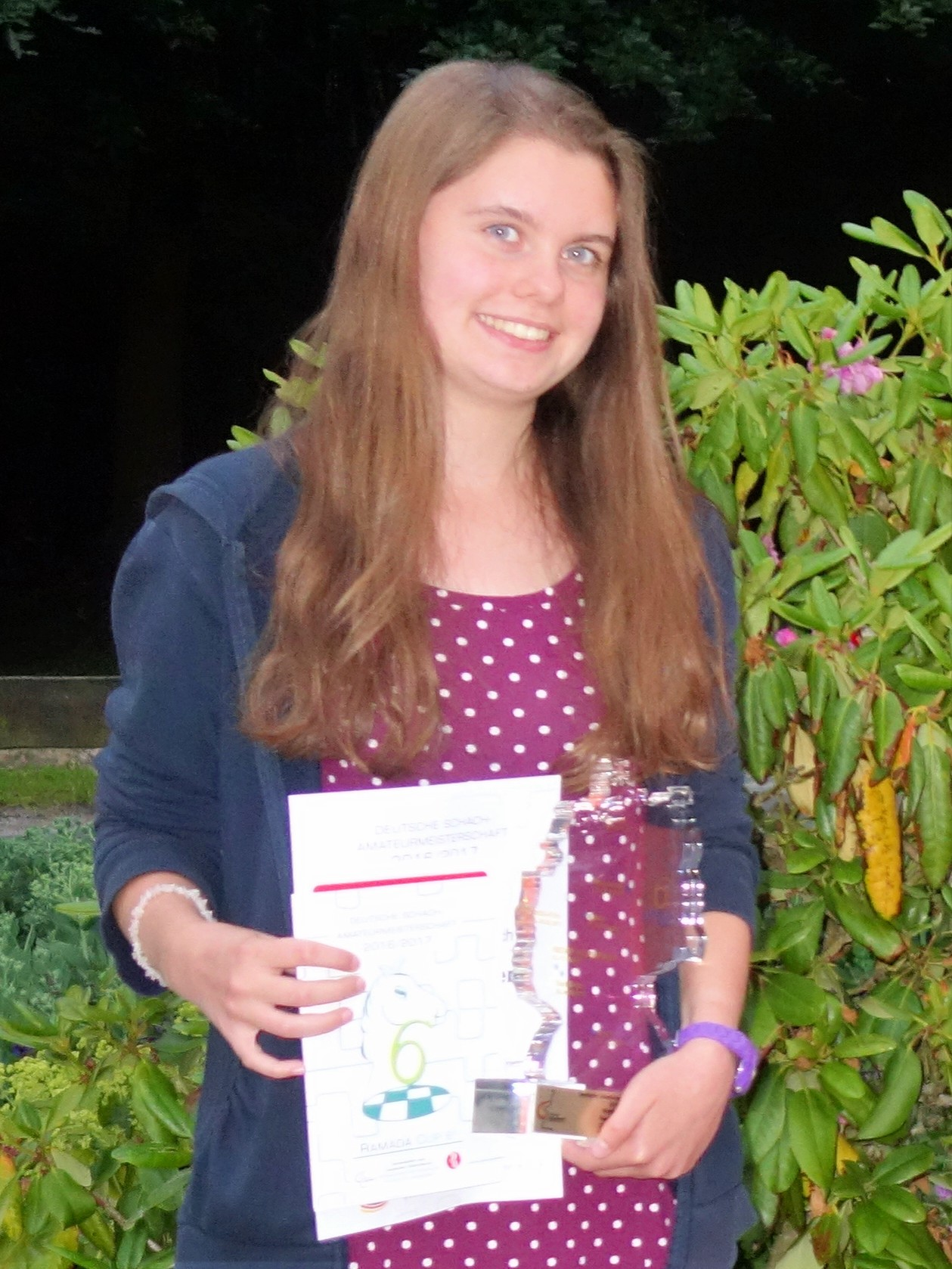
Jana Schneider, 2017 in Niedernhausen

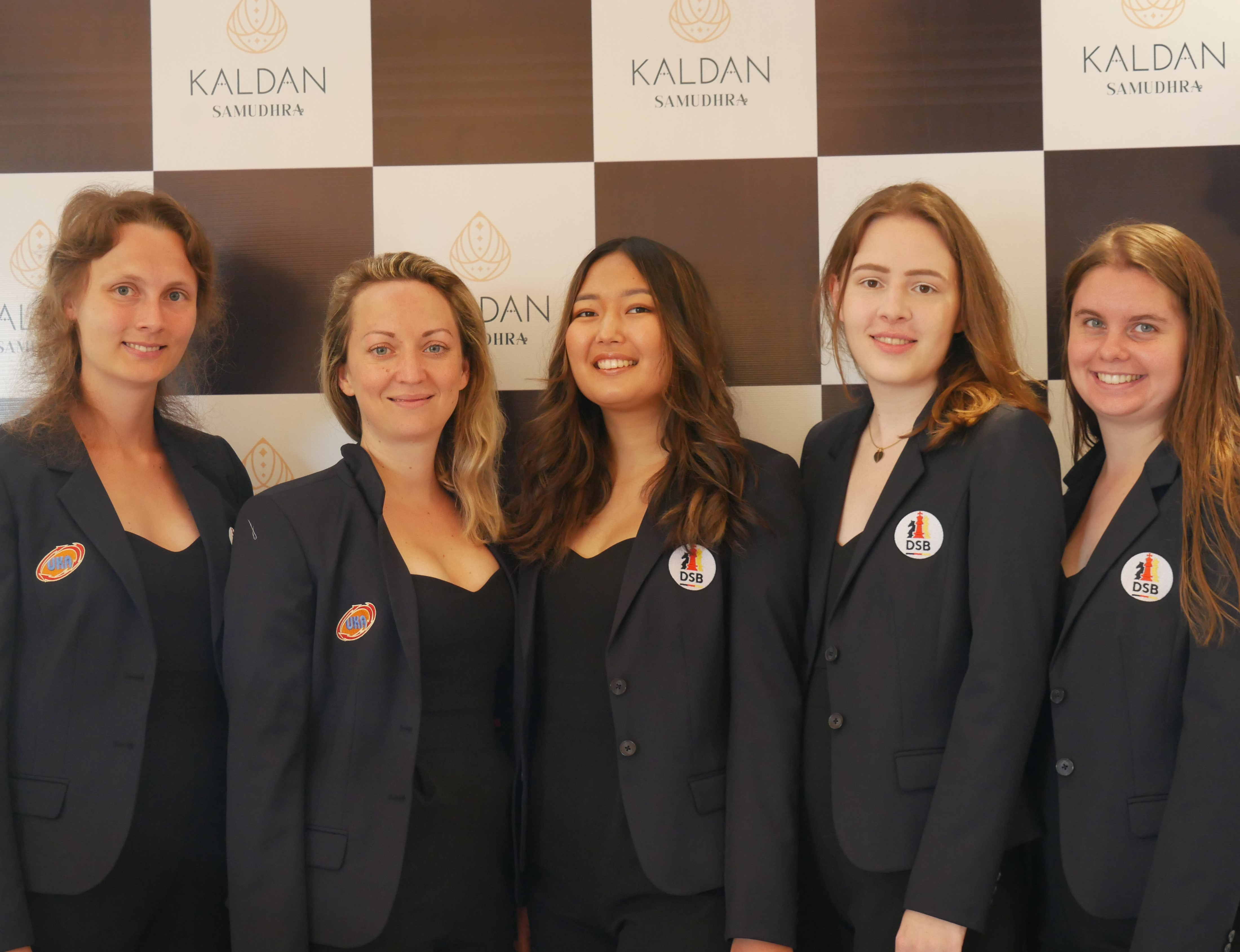
Schneider bij de Schaakolympiade 2022 (1e van rechts)

Jana Schneider (Karlstadt, 11 april 2002) is een Duitse schaakster. In 2016 werd ze FIDE meester (FM). In 2017 werd ze internationaal meester bij de vrouwen (WIM), in 2021 werd ze grootmeester bij de vrouwen (WGM). 

## Biografie
Op vierjarige leeftijd leerde ze van haar vader schaken. Van 2008 tot 2018 speelde ze bij de SpVgg Stetten 1946 (Spielvereinigung Stetten). Vanaf seizoen 2018/19 speelt ze bij SC Bavaria Regensburg von 1881. Ze kreeg onder andere training van Michael Prusikin. In de Duitse bondscompetitie voor vrouwenteams speelt Schneider vanaf seizoen 2014/15 voor SC Bad Königshofen en won daarmee in 2019 en in 2021. 
Meerdere keren was ze Duits jeugdkampioen bij de meisjes: in 2012 (categorie tot 10 jaar), in 2013 (categorie tot 12 jaar) en in 2016 (categorie tot 14 jaar). Ze won het Europees schaakkampioenschap voor jeugd in 2012 (meisjes tot 10 jaar) en in 2015 (meisjes tot 14 jaar). In december 2016 behaalde ze de titel FIDE Meester (FM) en gedurende een maand was ze met een Elo-rating 2302 de speelster met de hoogste rating op de wereldranglijst van de speelsters tot 14 jaar. In 2016 organiseerde de "Deutsche Schachjugend" online verkiezingen voor de "speler/speelster van het jaar", die Jana Schneider won in de categorie meisjes tot 14 jaar. Met 55,2 % van alle uitgebrachte stemmen haalde ze het tot nu toe beste resultaat op deze verkiezing.
In 2017 haalde ze op het Pfalz-Open in Neustadt an der Weinstraße een norm voor de titel meester bij de vrouwen (WIM), een volgende WIM-norm behaalde ze in april 2017 bij het GRENKE Open toernooi in Karlsruhe, waardoor haar in augustus 2017 de titel internationaal meester bij de vrouwen (WIM) verleend werd. 
In april 2017 won Schneider als op een na jongste speelster op 14-jarige leeftijd het Duitse vrouwenkampioenschap in Bad Wiessee, boven Marta Michna en Zoya Schleining. Ze behaalde hier 7½ pt. uit 9 waarmee ze een norm haalde voor de titel schaakgrootmeester bij de vrouwen (WGM). 
Schneider won in juni 2017 in Niedernhausen de finale van het Duitse kampioenschap voor amateur-schakers, in de B-groep (Elo 2100-1901). In september 2017 eindigde ze als tweede op het Europees schaakkampioenschap voor jeugd in de categorie meisjes tot 16 jaar. In oktober/november 2018 nam ze deel aan het 22e OIBM-toernooi aan de Tegernsee en behaalde hier haar tweede "grootmeester bij de vrouwen" (WGM) norm. De derde WGM-norm behaalde ze in seizoen 2019/2021 van de vanwege de Covid-19-pandemie verlengde Duitse bondscompetitie voor vrouwen.
In juli 2021 was haar Elo-rating 2353. 
In 2022 was ze lid van het Duitse vrouwenteam, spelend aan bord 5, dat deelnam aan de 44e Schaakolympiade in Chennai. Ze behaalde 9 pt. uit 10 (+8 =2 −0) en won een individuele gouden medaille. Het team eindigde op de tiende plaats in het vrouwentoernooi.

## Externe koppelingen
- (en)   Informatie over schaakpartijen van Jana Schneider op ChessGames.com
- (en)   Informatie over schaakpartijen van Jana Schneider op 365chess.com
- (en)  FIDE-ratinggegevens voor Jana Schneider